# T3-rum
T3-rum är en speciell typ av topologiska rum. Ett topologiskt rum {\displaystyle X} är T3 om det är T1 och reguljärt. Ett rum är reguljärt om för varje sluten mängd {\displaystyle K} och varje punkt {\displaystyle x\notin K} det finns öppna mängder {\displaystyle U,V} sådana att {\displaystyle K\subset U,} {\displaystyle x\in V} och {\displaystyle U\cap V=\emptyset .}

## Egenskaper
Varje T3-rum är Hausdorff. 